# 何嘉榮
何嘉榮（1945年12月24日—），臺灣政治人物，出生於嘉義縣民雄鄉菁埔村。

## 生平
何嘉榮在國立政治大學外交學系畢業後，進入國立政治大學外交研究所攻讀碩士班，之後前往美國美利堅大學攻讀博士學位。何嘉榮也一度在國民黨海外工作會工作。

## 政治生涯
1985年，回國後代表中國國民黨與黨外推薦的侯海熊競爭嘉義縣長選舉，以7,000票的差距打敗對手，當選嘉義縣長。
1989年，因與地方派系失和，被國民黨與嘉義黃派支持的陳適庸擊敗，連任失利。
1992年中華民國立法委員選舉，以無黨籍身份參選，最後以159票之差高票落選。
1993年、1997年，連續兩屆嘉義縣長選舉，代表民主進步黨角逐嘉義縣長選舉，都敗於國民黨提名的黃派李雅景。
1998年中華民國立法委員選舉，接受民進黨提名參選，並且成功當選立法委員。
2001年，何嘉榮雖然在民進黨黨內初選中獲得勝利，被民進黨提名嘉義縣長候選人，但隨後嘉義林派的陳明文也有意爭取代表民進黨參選嘉義縣長，於是兩人以民意調查方式決定候選人，最後陳明文勝出。而何嘉榮之後也由於誹謗罪定讞而無法參選，最後何嘉榮推薦其妻張淳美參選2001年立法委員選舉，結果張淳美以20,000票落選。
2003年，加入台灣團結聯盟。
2004年中華民國立法委員選舉，代表台聯參選立法委員，以16,000票落選。
2008年中華民國立法委員選舉何嘉榮支持國民黨在嘉義縣山線提名的涂文生，並在2008年中華民國總統選舉中支持國民黨總統候選人馬英九，並申請重新加入國民黨。

## 選舉紀錄
| 年度 | 選舉屆數               | 選舉區               | 所屬政黨     | 得票數  | 得票率 | 當選標記 | 備註 |
| ---- | ---------------------- | -------------------- | ------------ | ------- | ------ | -------- | ---- |
| 1985 | 第十屆嘉義縣縣長選舉   | 嘉義縣               | 中國國民黨   | 121,464 | 54.47% |          |      |
| 1989 | 第十一屆嘉義縣縣長選舉 | 嘉義縣               | 中國國民黨   | 95,721  | 36.67% |          |      |
| 1992 | 第二屆立法委員選舉     | 嘉義縣立法委員選舉區 | 無黨籍       | 53,746  | 19.31% |          |      |
| 1993 | 第十二屆嘉義縣縣長選舉 | 嘉義縣               | 民主進步黨   | 91,034  | 32.04% |          |      |
| 1997 | 第十三屆嘉義縣縣長選舉 | 嘉義縣               | 民主進步黨   | 119,499 | 46.74% |          |      |
| 1998 | 第四屆立法委員選舉     | 嘉義縣立法委員選舉區 | 民主進步黨   | 40,424  | 14.82% |          |      |
| 2004 | 第六屆立法委員選舉     | 嘉義縣立法委員選舉區 | 台灣團結聯盟 | 16,154  | 6.45%  |          |      |